# Roland Roche
 Roland Roche, né le 12 décembre 1952 à Alpe d'Huez, est un skieur alpin français.

## Biographie
En janvier 1974, il réalise son premier top-10 en Coupe du monde en prenant la 9e place du slalom de Kitzbühel. En mars de la même année, il est sacré Champion de France de slalom géant à Morzine/Avoriaz.
Pendant la saison 1974-1975, il réalise 2  nouveaux tops-10 en coupe du monde dont son meilleur résultat en carrière avec une 7e place sur le slalom de Wengen en janvier 1975. Ces résultats lui permettent de se classer 16e de la coupe du monde de slalom (meilleur français).
En février 1976, il participe aux Jeux olympiques d'Innsbrück. Il y prend la 15e place du slalom (meilleur français). Le mois suivant, il est sacré Champion de France de slalom dans le Briançonnais.

## Palmarès

### Jeux olympiques
| Épreuve / Édition | Slalom |
| JO 1976 Innsbrück | 15e    |

### Championnats du monde
| Épreuve / Édition          | Slalom géant | Slalom  |
| Mondiaux 1974 Saint-Moritz | Abandon      | Abandon |

### Coupe du monde
- Meilleur classement général : 45e en 1975.
- Meilleur classement de slalom : 16e en 1975.

- Meilleur résultat sur une épreuve de slalom : 7e à Wengen en janvier 1975
- Autres top-15 :
  - 9e au slalom de Kitzbühel en janvier 1974
  - 9e au slalom de Kitzbühel en janvier 1975
  - 12e au slalom de Mont Sainte-Anne en mars 1973
  - 13e au slalom géant de Sun Valley en mars 1975
  - 13e au slalom de Sun Valley en mars 1975
  - 13e au slalom de Chamonix en janvier 1975

#### Classements
| Saison / Épreuve | Saison / Épreuve | Général | Général | Descente | Descente | Slalom géant | Slalom géant | Slalom | Slalom | Combiné | Combiné |
| ---------------- | ---------------- | ------- | ------- | -------- | -------- | ------------ | ------------ | ------ | ------ | ------- | ------- |
| Saison / Épreuve | Saison / Épreuve | Class.  | Points  | Class.   | Points   | Class.       | Points       | Class. | Points | Class.  | Points  |
| 1973-1974        | 1973-1974        | 58e     | 2       | -        | -        | -            | -            | 30e    | 2      | -       | -       |
| 1974-1975        | 1974-1975        | 45e     | 6       | -        | -        | -            | -            | 16e    | 6      | -       | -       |

### Championnats de France

#### Élite
| Édition / Epreuve                   | Descente | Slalom géant | Slalom | Combiné |
| ----------------------------------- | -------- | ------------ | ------ | ------- |
| Championnats 1974 Morzine/Avoriaz   |          | Or           |        |         |
| Championnats 1975 Mégève / Pra-Loup | -        | -            | Ab     | -       |
| Championnats 1976 Briançonnais      |          |              | Or     |         |